# آرتور بورن
آرتور بورن (انگلیسی: Arthur Bourne؛ زادهٔ ۱۸۸۰) بازیکن فوتبال اهل پادشاهی متحد بریتانیای کبیر و ایرلند است.
از باشگاه‌هایی که در آن بازی کرده‌است می‌توان به باشگاه فوتبال پورت ویل اشاره کرد.